# Mike Morrison
Michael Fitzgerald Morrison, detto Mike (Washington, 16 agosto 1967), è un ex cestista statunitense, professionista nella NBA, nelle Filippine e in Australia.

## Carriera
È stato selezionato dai Phoenix Suns al secondo giro del Draft NBA 1989 (51ª scelta assoluta).

## Statistiche

### College
| Anno      | Squadra           | PG  | PT | MP   | TC%  | 3P%  | TL%  | RP  | AP  | PRP | SP  | PP   |
| --------- | ----------------- | --- | -- | ---- | ---- | ---- | ---- | --- | --- | --- | --- | ---- |
| 1985-1986 | Loyola Greyhounds | 21  | 9  | 13,2 | 45,0 | -    | 59,1 | 1,3 | 0,5 | 0,1 | 0,1 | 5,4  |
| 1986-1987 | Loyola Greyhounds | 26  | -  | 20,7 | 39,7 | 39,3 | 66,7 | 2,9 | 1,8 | 0,8 | 0,2 | 11,9 |
| 1987-1988 | Loyola Greyhounds | 30  | 30 | 34,6 | 45,8 | 32,4 | 77,0 | 3,7 | 2,8 | 1,4 | 0,4 | 22,2 |
| 1988-1989 | Loyola Greyhounds | 28  | -  | 31,4 | 49,6 | 34,4 | 74,6 | 5,4 | 2,1 | 1,3 | 0,5 | 21,8 |
| Carriera  | Carriera          | 105 | 39 | 26,0 | 45,7 | 34,9 | 73,5 | 3,5 | 1,9 | 0,9 | 0,3 | 16,2 |

## Palmarès
- Campione CBA (1991)